# Schloss Buchwald

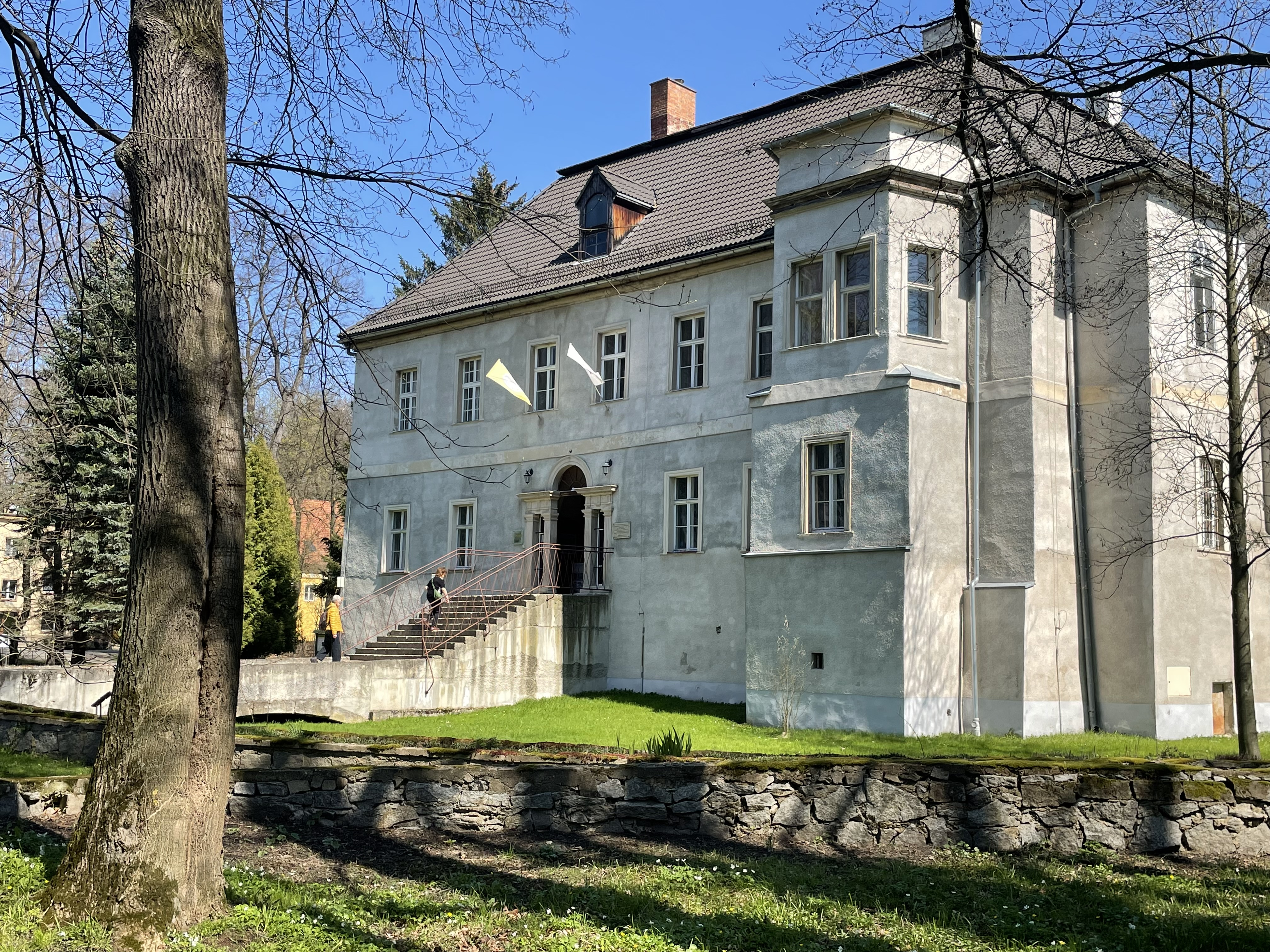
Schloss Buchwald (2023)

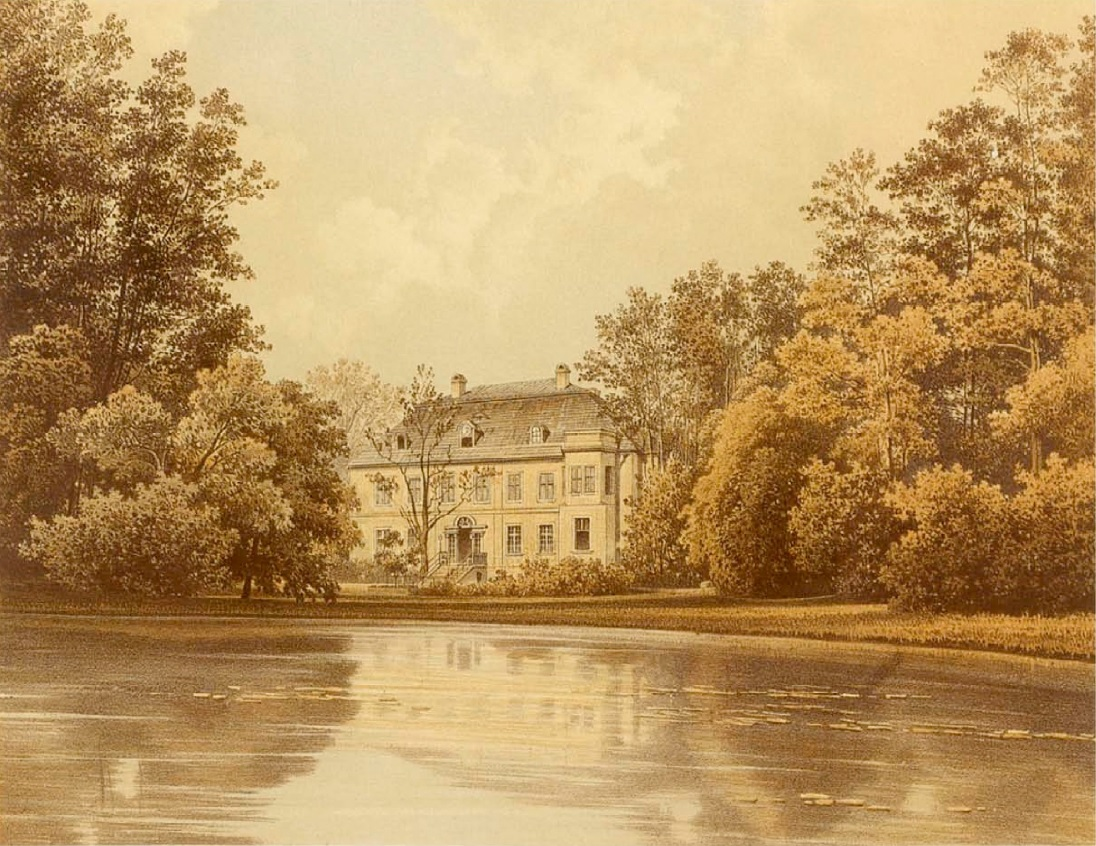
Rittergut Buchwald, Sammlung Alexander Duncker

Schloss Buchwald (polnisch Pałac w Bukowcu) ist ein Schloss in Bukowiec im Powiat Jeleniogórski (Kreis Hirschberg) in der Woiwodschaft Niederschlesien in Polen. Es liegt im Hirschberger Tal und war Anfang des 19. Jahrhunderts durch seine Parkanlage berühmt.

## Geschichte
Das Schloss geht auf ein unter den von Zedlitz in der zweiten Hälfte des 16. Jahrhunderts errichtetes Festes Haus zurück. Dieses wurde unter Maximilian von Reibnitz 1744 erweitert und umgebaut. Nach mehreren Zwischenbesitzern kam das Schloss 1785 in Besitz des Berghauptmanns Friedrich Wilhelm von Reden, der seit 1779 Direktor des Oberbergamts in Breslau war. Nach Plänen von Martin Friedrich Rabe wurde das Schloss zwischen 1790 und 1800 klassizistisch umgestaltet. Nach Plänen von Carl Gottfried Geißler wurde zeitgleich ein im palladianischen Stil gehaltener Wirtschaftshof mit teilweise beheizbaren Glashäusern, Remisen und Ställen angelegt. Von Reden ließ intensive Viehwirtschaft betreiben und experimentierte mit dem Vorgebirgsklima angepassten Getreidesorten. Eine für Schlesien einmalige Parkanlage nach dem Vorbild eines englischen Landschaftsgartens entstand mit dem etwa 125 ha großen Landschaftspark Buchwald und seinen zahlreichen Staffagebauten, Naturdenkmalen und Blickpunkten.
Nach seinem Tode führte seine Witwe, Gräfin Friederike von Reden, geb. Freiin Riedesel zu Eisenbach (1774–1854), sein Werk fort und entfaltete insbesondere eine umfangreiche Tätigkeit in der Sozialfürsorge. Auch verkehrte sie weiterhin mit bedeutenden Nachbarn und Gästen, wie dem preußischen König Friedrich Wilhelm IV. Nach ihrem Tod 1854 erbte ihre Nichte Marie Karoline Freifrau von Rotenhan geb. Freiin Riedesel (1809–1878) den Besitz Buchwald. Der Besitz wurde bereits im 19. Jahrhundert als Familienfidekommiss geführt. Die Begüterung hatte den Status einer Herrschaft, dazu gehörten mehrere Güter, in den Dörfern Birkberg, Dredichaus, Gansdorf, Hain als gutsherrliches Vorwerk, Oberbuchwald, Pfaffengrund und Quirl. Freifrau von Rotenhan war als Witwe Collateur der Kirchengemeinde Buchwald und natürlich zugleich Kirchenpatronin der Gemeinde.
Im Schloss waren Caspar David Friedrich, Carl Gustav Carus, Heinrich Friedrich Karl vom und zum Stein und John Quincy Adams zu Gast. Alleen führten zu den benachbarten Parkanlagen von Fischbach (heute: Karpniki) und Erdmannsdorf (Mysłakowice).
Einflussreicher Grundbesitzer wurde der Freiherr Hermann von Rotenhan (* 1841; † 1893), verheiratet mit Hedwig von Jagow (* 1850; † 1928), Tochter von Karl von Jagow. Bis 1945 blieb der genealogische Zweig Buchwald der fränkischen Rotenhan hier ansässig. Letzter Buchwalder Gutsherr war Freiherr Friedrich von Rotenhan (* 1870; † 1957), liiert mit Heta von Ostau-Dretzel. Ihre Kinder, und auch teilweise die Enkelkinder, wie Eleonore von Rotenhan, wurden in Hirschberg geboren und sind auf Buchwald aufgewachsen.
Nach dem Übergang an Polen 1945 war im Schloss die Tierärztliche Hochschule Wrocław untergebracht, später ein Ferienheim und ab 1984 eine Landwirtschaftsakademie. Heute ist das Schloss und ein kleiner Teil des Landschaftsparks im Besitz des Verbandes der Riesengebirgsgemeinden. Der umgebende Landschaftspark und das Dominium des Schlossensembles ist im Besitz der Stiftung der Schlösser und Gärten im Hirschberger Tal, die seit 2006 intensiv an der Restaurierung und Rekonstruktion des Parks und Gebäuden arbeitet.

## Bauwerk

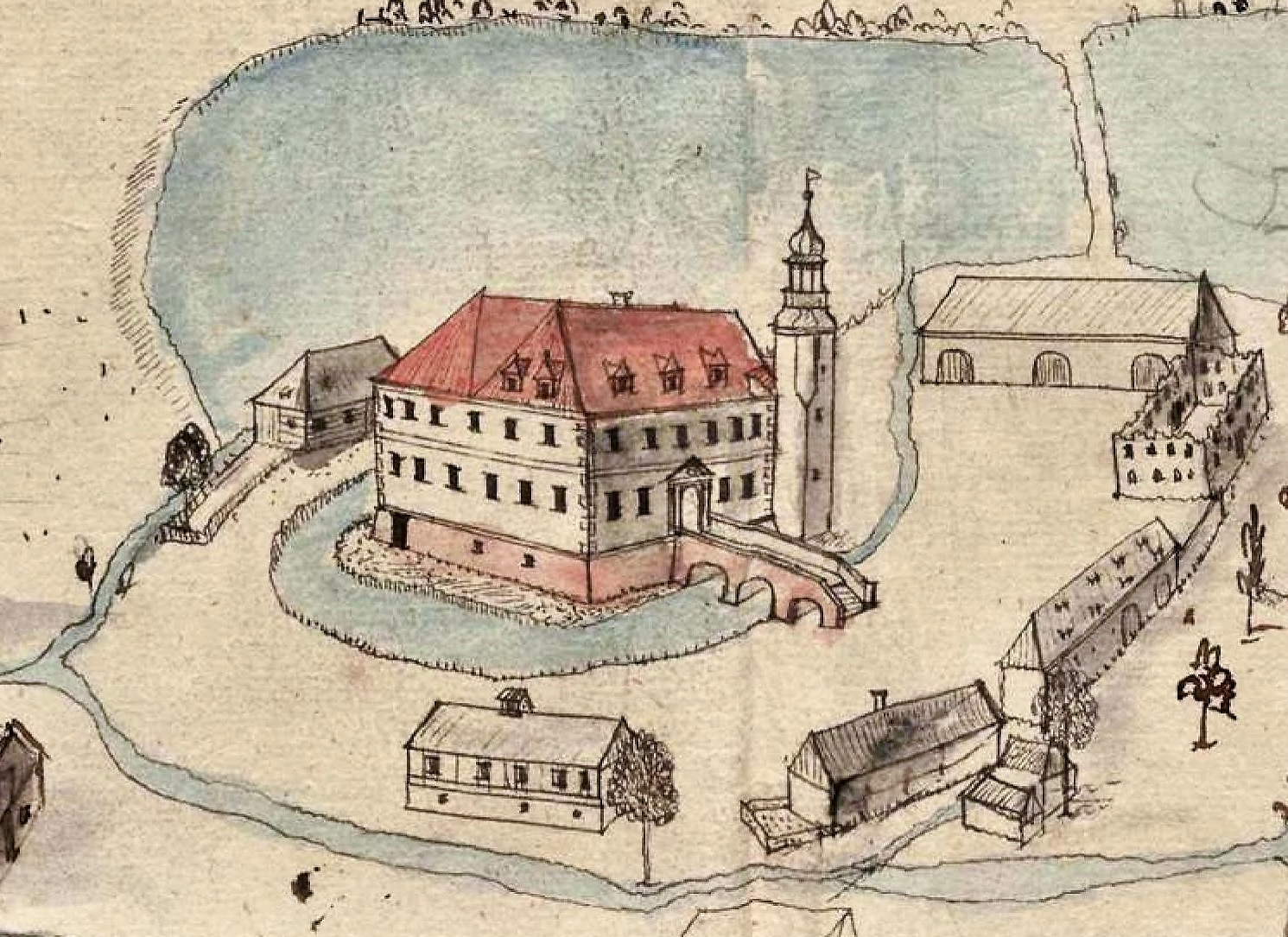
Blick auf die Renaissance Fassung von Schloss Buchwald aus „Topographia Silesiae“ F.B. Werner, 1748

Das Gebäude präsentiert sich heute in der klassizistischen Ausbaufassung nach den Plänen von Rabe um 1800. Allerdings sind einige Merkmale des Renaissancebaus erhalten: Da Sockelgeschoss mit Gewölbekellern entspricht dem Zustand der Renaissance, noch ältere Vorläuferbauten sind denkbar. Der aus der Renaissance stammende Wassergraben („Festes Haus mit nassen Graben“) war bis ins 20. Jahrhundert erhalten, die zum Hauptportal führende Brücke ist erhalten, der Graben mittlerweile zugeschüttet. Der ebenfalls aus der Renaissance stammende Schlossturm wurde im Zuge der klassizistischen Umbauarbeiten bis auf den Unterbau abgebrochen. Das Haus ist in für die Region typischer Mischmauerweise aus Feld- und Ziegelsteinen massiv erstellt und seit 1800 mit einem Mansarddach versehen, dass in der klassizistischen Fassung eingeschiefert war. Die Fassade war frühklassizistisch schlicht gehalten, hell verputzt und durch Putzbossen gegliedert, die Beletage schloss mit einem schlanken Gesims ab. Die Fenster sind mit leicht relevierten Sandsteinfaschen eingefasst und waren ursprünglich fein kassettiert. In kommunistischer Zeit wurde das Gebäude behelfsmäßig gesichert, neu verputzt und eingedeckt unter Verlust des historischen Fassadenbildes. Das erhaltene aufwändige Sandsteinportal des Schlosses stammt von Carl Gottfried Geißler. Gegenwärtig (2023) werden umfangreiche Bauarbeiten mit dem Ziel durchgeführt, das Gebäude wieder mit der letzten historisch dokumentierten Fassadenfassung von 1800 zu versehen.

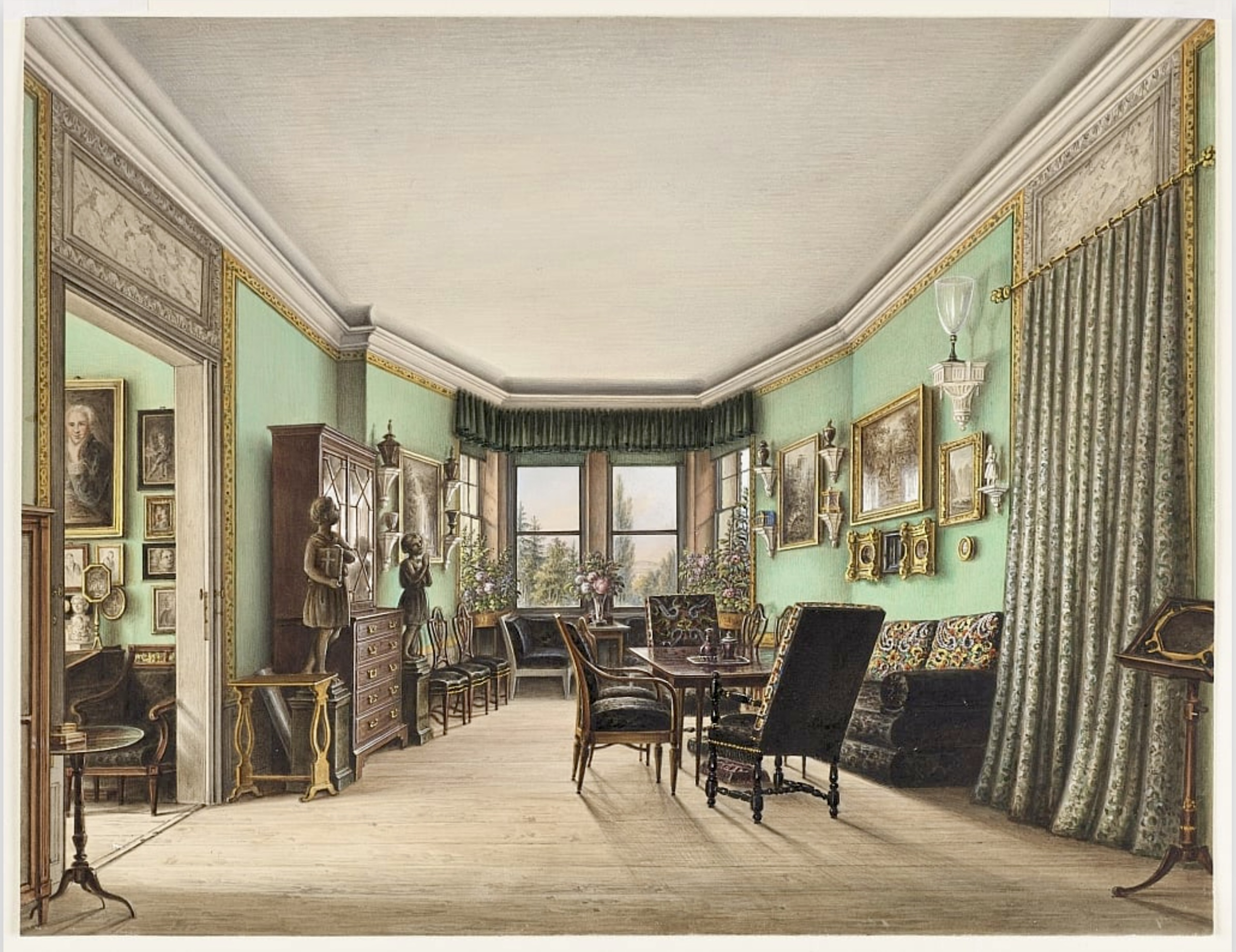
Ansicht eines Raumes der Beletage mit Blick auf das Kabinett im ehemaligen Renaissanceturm, F. W. Klose (1843)

Im Inneren ist das Gebäude verhältnismäßig gut erhalten. Die sogenannte Kanzel aus dem Barockumbau von 1744 im Eingangsbereich ist vollständig und in gutem Zustand. In der Beletage ist sämtliche wandfeste Ausstattung, also Türen, Kassetierungen sowie Stuck vollständig erhalten, aber renovierungsbedürftig und stark übermalt. Auch die historischen Dielenböden sind vorhanden. Rabe hat in den Grundzügen die  Raumaufteilung aus den Vorläuferfassungen übernommen. Der tiefste Eingriff war der Einzug eines Spiraltreppenhauses mit indirekter Belichtung über eine Öffnung im Stickkappengewölbe und weitergeführt in die Dachhaut mit einer Glaskappe, eine für die damalige Zeit progressive Lösung. Interessanterweise findet sich diese ungewöhnliche Lösung der Kuppelbelichtung auch in einer Wohnung im sogenannten Verwalterhaus des Dominuims, wenn auch im verkleinerten Masstab wieder. Die mobile Innenausstattung ist nach 1945 vollständig verloren gegangen, einige wenige Stücke finden sich heute in musealen Sammlungen, z.b. im Schlesischen Museum zu Görlitz.

## Landschaftspark
→ Park Buchwald